# Maxim Vengerov
Maxim Vengerov Embaixador(a) da boa vontade da UNICEF (Novosibirsk, 20 de Agosto de 1974) é um violinista russo.

## Biografia
Iniciou os seus estudos de violino aos quatro anos de idade e deu o seu primeiro recital um ano depois, interpretando obras de Paganini, Tchaikovski e Schubert. Estudou com Galina Turtschaninova em Novosibirsk e continuou a sua formação em Moscovo, com esta mesma professora, regressando depois à sua cidade natal para trabalhar com Zakhar Bron. Aos dez anos de idade ganhou o Primeiro Prémio no Concurso Wieniawsky (Polónia) para jovens instrumentistas e em julho de 1990 foi primeiro classificado no Concurso Internacional de Violino Carl Flesch. Desde então, tem sido reconhecido como um dos maiores violinistas de sempre.
Apresentando-se regularmente com os mais prestigiados maestros e orquestras do panorama internacional, Maxim Vengerov realiza recitais em todo o mundo, recolhendo o reconhecimento generalizado da crítica e do público.
Na temporada de 1998-99 interpretou o Concerto Cantabile de Chtchedrin (composto especialmente para si por Rodion Chtchedrin) e participou num concerto em Chicago com Barenboim e Yo-Yo Ma.
Na temporada seguinte realizou uma digressão pela Europa com a Orquestra de Câmara Inglesa, no decurso da qual se apresentou pela primeira vez na dupla qualidade de intérprete e de director de orquestra. Esta colaboração revelou-se extremamente frutífera, passando a estudar direcção de orquestra com Vag Papian, que por sua vez estudara com o célebre professor Musin. Outros eventos destacados da temporada de 1999-2000 incluíram vários recitais com Trevor Pinnock, nos quais Vengerov se apresentou com um violino barroco - e uma digressão a solo com obras de Bach, Ysaÿe e Chtchedrin. Um acontecimento especial nessa temporada foi o Concerto Comemorativo do 65º aniversário de Seiji Osawa, em Tóquio, sob a direcção de Mstislav Rostropovitch, por ocasião do qual Vengerov viajou da Europa para o Japão e vice-versa, em pleno decurso de uma série europeia de recitais a solo, a fim de poder participar nas celebrações.
A temporada de 2000-2001 inaugurou-se com concertos com a Orquestra Sinfónica de São Francisco, sob a direcção de Michael Tilson Thomas, seguidos de uma extensa digressão de concertos, recitais a solo e a duo com Vag Papian, o seu habitual pianista acompanhador, na Austrália, Coreia, Japão e Macau. Realizou digressões na Europa e nos Estados Unidos, para além de concertos com o Maestro Claudio Abbado e a Orquestra Filarmónica de Berlim, no Festival de Salzburgoo. Finalmente, realizou uma digressão europeia com o grupo The Virtuosi, a quem o violinista de jazz Didier Lockwood dedicou especialmente um concerto.
Uma outra vertente da actividade de Maxim Vengerov é a orientação de cursos de aperfeiçoamento. A estação televisiva inglesa Channel Four realizou um documentário sobre o intérprete, intitulado "Playing by Heart", o qual inclui a filmagem de uma destas sessões de aperfeiçoamento. Este programa foi emitido em 1999 pelo Festival de Televisão de Cannes. Desde Outubro de 2000, Vengerov é também professor de violino na Escola Superior de Música de Saarland.
Em maio de 2000, Maxim Vengerov celebrou um contrato exclusivo com a EMI Classics. Para esta editora gravou um disco com obras de Stravinski, Chtchedrin e Tchaikovski, dirigidas por Rostropovitch.
Tendo gravado para a editora Teldec Classics durante 10 anos, Maxim Vengerov recebeu, em 1996, duas nomeações para os prémios Grammy - nas categorias de  Álbum Clássico do Ano  e de  Melhor Solista Instrumental com Orquestra  - pela sua gravação dos primeiros concertos para violino e orquestra de Shostakovitch e Prokofiev. Este álbum recebeu igualmente o prémio de  Melhor Gravação do Ano , concedido pela revista Gramophone. Em 1997, Vengerov recebeu o Prémio Edison para a categoria de Melhor Gravação de Concerto, atribuído à sua gravação dos Segundos Concertos de Shostakovitch e Prokofiev. Gravou ainda o Concerto para Violino e Orquestra de Brahms, com Daniel Barenboim e a Orquestra Sinfónica de Chicago, o qual foi lançado no mercado em 1999 com o aplauso da crítica.
Em 1997, Maxim Vengerov foi nomeado representante da UNICEF na área da música, o que lhe permitiu divulgar a sua arte junto das crianças de todo o mundo e contribuir para a angariação de fundos para programas de apoio. Maxim Vengerov toca no extraordinário violino Ex-Kreutzer, construído por Antonio Stradivarius em Cremona (c.1723).